# Arvad
Arvad (arabsko أرواد‎), v preteklosti znan kot Arados (grško starogrško Ἄραδος), Arpad, Arfad in Antiohija v Pieriji (grško starogrško Ἀντιόχεια τῆς Πιερίας), imenovan tudi Otok Ruad, je edini naseljen otok v Siriji. Mesto Arvad pokriva cel otok, ki leži tri kilometre od Tartusa (antična Tortosa).  Je drugo največje pristanišče v Siriji, znano predvsem po ribištvu. Leta 2016 je Sirija izdelala načrt, po katerem bi cel otok spremenila v turistično zanimivost.
Po podatkih sirskega Centralnega urada za statistiko je imel Arvad leta 2004 4.403 prebivalce. Mesto je središče administrativnega podokrožja (nahija), v katerem je samo Arvad. Prebivalci so večinoma sunitski muslimani.

## Zgodovina

### Antična zgodovina
Arvad je v Bibliji omenjen kot praoče kanaanskega ljudstva Arvaditov.
Otok je bil naseljen s Feničani že v 2. tisočletju pr. n. št. Pod Feničani je  mesto postalo neodvisna mestna država Arvad Aradus ali Jazirat. Slednje ime pomeni »otok«. Feničansko ime se je verjetno glasilo Ajnook. Arvad je omenjen kot ena od prvih demokratičnih republik v Levantu, v kateri je vladalo ljudstvo in ne monarh. V Grčiji so ga poznali kot Arados. V drugih antičnih virih je omenjeno tudi kot Arpad in Arfad, Antioh I. Soter pa ga je preimenoval v Antiohia in Pieria. Bil je pomembno izhodišče za trgovske odprave v dolino reke Oront. 
V mestu je bilo veliko utrdb in hiš, visokih tudi več nadstropij, cel otok, dolg približno 800 m in širok 500 m, pa je bil obdan z masivnim obzidjem. Na vzhodni strani otoka, obrnjeni proti celini,  je bilo umetno pristanišče.  Mesto se je že zelo zgodaj razvilo v trgovsko središče, tako kot večina feničanskih mest na sredozemski obali. Imelo je veliko ladjevje, omenjeno celo na spomenikih v Egiptu in Asiriji. Zgleda, da je imelo tudi nekakšno nadoblast nad severnimi feničanskimi mesti od izliva Oronta do severnih meja Libanona, podobno kot Sidon na jugu. Imel je svojo vladarsko dinastijo in koval svoj denar. Ohranilo se je nekaj imen njegovih vladarjev. 
Prebivalci mesta so v Prvi Mojzesovi knjigi (10:18) omenjeni kot Noetovi potomci, Ezekiel (27:11) pa jih omenja kot pomorščake in vojake v službi Tira, ki so osvojili nekaj mest na celini, med njimi Maratos (Amrit)  in Simiro. Prvo je bilo na celini nasproti Arvada, drugo pa nekaj kilometrov  južneje.
Arvad je leta 1472 pr. n. št. osvojil faraon Tutmoz III. na pohodu v Sirijo. Omenjeno je na pohodih Ramzesa II. v prvi polovici 13. stoletja pr. n. št. in Amarnskih pismih (44 in 28) kot pobudnik zveze z Amoriti in napadalec na egipčanske posesti v Siriji. Približno 1200 let kasneje so mesto oplenili napadalci iz Male Azije ali sredozemskih otokov, vendar se je po njihovem izgonu opomoglo.
Pomen Arvada kot pomorskega mesta je omenjen v napisih asirskega kralja Tiglat-Pileserja I. okoli 1020 pr. n. št., ki pravijo, da je kralj s svojimi ladjami odplul v Arvad. Ašurnarsipal II. je okoli leta 876 pr. n. št. mestu naložil plačevanje davka, vendar se je temu uprlo. 200 mož iz Arvada je omenjenih med zavezniki Hadadezerja, kralja Aram-Damaska v bitki pri Karkarju okoli leta 854 pr. n. št., v kateri se je očitno cela Sirija spopadja s Šalmaneserjem III. V tistem času je v Arvadu vladal kralj Matan Baal. Okoli leta 701  pr. n. št. je vladal kralj Abd-ilihit, ki je  moral Tiglat-Pileserju III. in Sanheribu plačevati davek. Asurbanipal je okoli leta 664 pr. n. št.  prisilil arvadskega kralja Jakinluja, da je v njegov harem poslal eno od svojih hčera.
Pod Perzijci je bilo Arvadu dovoljeno, da se je združil v konfederacijo s Sidonom in Tirom s skupnim svetom v Tripoliju.  Med pohodom Aleksandra Velikega na Sirijo leta 332 pr. n. št. se mu je arvadski kralj Strato brez odpora vdal in s svojim ladjevjem sodeloval v Aleksandrovem napadu na Tir. Zgleda, da je zato užival nekaj naklonjenosti selevkidskih kraljev in imel pravico so azila političnih beguncev. V rimskem odloku okoli  leta 138 pr. n. št., povezanem tudi z drugimi mesti in vladarji na vzhodu, je določilo, naj bodo naklonjeni Judom. Odlok je bil napisan po tem, ko se je Rim začel vtikati v dogajanja v Siriji in Judeji, in kaže, da je bil Arvad takrat še vedno pomembno mesto.

### Škofija
V krščanskem obdobju je Arvad postal škofija in se preimenoval v Arad (Aradus), sosednji Tartus pa v Antarad. Atanazij Aleksandrijski poroča, da so med vladanjem rimskega cesarja Konstantina Velikega (vladal 306-337) aradskega in antaradskega katoliškega škofa Cimatija pregnali arijani. Na Prvem koncilu v Konstantinoplu leta 381 je prisostvoval aradski škof Mocim. Za  Prvi efeški koncil leta 431 nekateri viri govorijo o aradskemu in antaradskem škofu Museu, medtem ko drugi omenjajo samo aradskega ali samo antaradskega škofa. Na koncilu v Kalcedonu leta 451 sta prisostvovala  škof Antarada Aleksander in škof Arada Pavel, medtem ko je na koncilu v Antiohiji, ki je bil malo pred tem, sodeloval Pavel kot škof Arada in Antarada.
Leta 458 je pismo škofov province Fenicija Prima bizantinskemu cesarju Leonu I. Tračanu podpisal aradski škof Atik. V pismu protestira zaradi umora aleksandrijskega škofa Proterija. V pismu škofov province Fenicija Prima antioškemu patriarhu Severu je omenjen antaradski škof Teodor ali Teodozij, ki je umrl leta 381. Pismo se je prebralo na sinodi, ki jo je sklical patriarh Menej Konstantinopelski. Dokumente Drugega koncila v Konstantinoplu je podpisal aradski škof Asinkretij. V času križarskih vojn se je Antarad preimenoval v Tartus ali Tortosa in postal sedež škofije latinske cerkve. Škofi so bili pristojni tudi za Arad in Maraklejo (morda Rahlejo).
Leta 1295 se je tartuška škofija priključila k škofiji s sedežem v Famagusti na Cipru. Arad je zdaj naslovni sedež škofije katoliške cerkve.

### Križarsko obdobje
V obdobju križarskih vojn je bil otok Ruad v poznem 13. stoletju križarsko mostišče in zadnje križarsko ozemlje v Sveti deželi. 
Križarji so leta 1291 izgubili Ako, zadnjo trdnjavo na celini. Sedež propadlega Jeruzalemskega kraljestva so preselili na Ciper. Leta 1300 so proti muslimanom sklenili zavezništvo z mongolskim kanom Gazanom  Na Cipru so organizirali vojsko približno 600 mož Almarika Lusignana, sina Huga III. Ciprskega, templjarjev in hospitalcev. Vojake  in njihove konje so prepeljali na Ruad, od koder so napadli Tartoso in čakali na mongolske okrepitve. Ker Mongoli niso prišli, je krščanska na Ruadu pustila vojaško posadko in se vrnila na Ciper. Papež Klemen V. je templjarje nagradil z lastništvom nad otokom. Templjarji so imeli leta 1302 na otoku 120 vitezov, 500 lokostrelcev in 400 sirskih pomočnikov pod poveljstvom templjarskega  marešala (vrhovnega komandanta) Barthélemyja de Quincyja. 
Februarja 1301 so prišli Mongoli z vojsko 60.000 mož, ki je samo plenila po Siriji in njeni okolici. Mongolski poveljnik Kutluka je v dolini Jordana pustil 20.000 konjenikov, da bi branili Damask, v katerem je imenoval svojega guvernerja. Mongoli so se kmalu zatem umaknili.
Egipčanski mameluki, ki so začeli sistematično osvajati Palestini in Sirijo, so poskušali osvojiti tudi Ruad. Mameluška vojska se je izkrcala na otoku, se spopadla s križarji  in začela oblegati mesto.  26. septembra 1302 so se križarji vdali pod pogojem, da se jim dovoli nemoten odhod. Mameluki dogovora niso spoštovali in pobili vse lokostrelce in sirske pomočnike, templjarske viteze pa poslali v kairsko ječo.